# 川上将大
川上 将大（かわかみ しょうた、1993年4月8日 - ）は日本の俳優。兵庫県神戸市出身。ギャレエンタテインメント所属。

## 来歴
2014年、大学在学中に関西キャンパスコレクションでモデルとしてデビュー。
友人から紹介され、事務所の誘いを受けたことをきっかけに俳優の道を志す。オーディションを経て、2015年にミュージカル『テニスの王子様』3rdシーズン 亜久津仁 役で俳優としてデビュー。在学中だったことから夢と学業を両立させるために1年休学し、俳優業へ専念。2017年3月、自身のSNSで大学を卒業したことを報告した。
同2017年に『霊眼探偵カルテット』で映画デビュー。ホラー・サスペンス系を中心にコメディ映画へも活躍の幅を広げる。
2019年12月には『BEASTARS THE STAGE』主演レゴシ役決定を発表。しかし、2020年に新型コロナウイルスの感染拡大を受け、全日程が中止となった。
2024年にオフィシャルファンクラブ「グラメン」を開設。

## 人物
- スリーサイズはC88・W76.5・H78.5[11]。
- 趣味は音楽、映画鑑賞、散歩[11]。
- 特技はバスケットボール（スターティングメンバー、兵庫県3位、阪神選抜選出）[11]。『ACTORS☆LEAGUE in Basketball 2024』では川崎ブレイブサンダース賞を受賞[12]。
- 方言は関西弁。関西出身ということもあり、『岸和田少年愚連隊[13]』や、『すいせいむし[14]』では関西弁で役柄を演じた。
- 家族構成は父、母、妹（及び愛犬）。自身のSNSやFCでは帰省や家族旅行の写真など、仲睦まじい様子が度々投稿されている[15][16][17]。
- 186cmの身長と三白眼という見た目から人生で8回職務質問を受けており、「俳優としてこの見た目は武器になるが、素の自分はそうではない」と語っている[18]。

## 出演

### 舞台
- ミュージカル『テニスの王子様』3rdシーズン - 亜久津仁 役[19]
  - 青学vs山吹（2015年12月24日 - 2016年2月21日、TOKYO DOME CITY HALL 他）
  - TEAM Live YAMABUKI（2016年3月18日・20日・30日・4月1日・3日、AiiA 2.5 Theater Tokyo 他）
  - コンサート Dream Live 2016（2016年5月13日 - 15日・20日 - 22日、パシフィコ横浜 他）
  - コンサート Dream Live 2017（2017年5月26日 - 28日、横浜アリーナ）
  - コンサート Dream Live2018（2018年5月5日 - 6日、神戸ワールド記念ホール）
  - 青学vs四天宝寺（2018年12月20日 - 2019年2月17日、日本青年館ホール 他）
  - 秋の大運動会 2019（2019年10月8日 - 9日、横浜アリーナ）
  - 全国大会 青学vs立海 後編（2019年12月19日 - 2020年2月16日、TOKYO DOME CITY HALL 他）
- 『ROCK MUSICAL BLEACH』～もうひとつの地上～（2016年7月28日 - 8月28日、AiiA 2.5 Theater Tokyo 他） - 更木剣八 役
- *pnish* vol.15 『サムライモード』（2016年9月24日 - 10月2日、サンシャイン劇場 他） - 羽生賢明 役
- WBB vol.11 『スペーストラベロイド』（2016年12月3日 - 11日、赤坂RED/THEATER） - 嘉月 役
- B-PROJECT on STAGE 『OVER the WAVE!』 - 殿弥勒 役
  - THEATER（2017年7月28日 - 8月6日、天王洲 銀河劇場）
  - LIVE（2017年8月16日 - 17日、Zepp DiverCity）
  - REMiX（2018年2月22日 - 3月3日、AiiA 2.5 Theater Tokyo 他）
- 劇団TEAM-ODAC第26回本公演『岸和田少年愚連隊～あの頃のハートは今もある～』（2017年9月27日 - 10月1日、全労済ホールスペース・ゼロ） - ガイラ 役
- RICE on STAGE『ラブ米』 - 平山 役
  - ～Endless rice riot～（2017年11月17日 - 26日、品川プリンスホテル クラブeX）
  - Festival in バレンタイン（2018年2月14日 - 17日、品川プリンスホテル クラブeX）※映像出演
  - ～I'll give you rice～（2018年4月21日 - 30日、品川プリンスホテル クラブeX）
  - ～Rice will come again～（2020年11月19日 - 29日、品川プリンスホテル クラブeX）[20]
- アンプラネット ―Back to the Past！―（2018年1月5日 - 14日、品川プリンスホテル クラブeX） - ジェームズ 役
- 舞台『刀剣乱舞』シリーズ - 大般若長光 役
  - 悲伝 結いの目の不如帰（2018年6月2日 - 7月25日、明治座 他）[21]
  - 慈伝 日日の葉よ散るらむ（2019年6月14日 - 8月4日、品川プリンスホテル ステラボール 他）
- 家庭教師ヒットマンREBORN! the STAGE（2018年9月21日 - 30日、天王洲 銀河劇場 / 10月3日 - 6日、大阪・メルパルクホール大阪） - ランチア 役[22]
  - the STAGE -vs VARIA part II-（2020年1月6日 - 13日、天王洲 銀河劇場 / 1月17日 - 19日、梅田芸術劇場 シアター・ドラマシティ） - 映像出演
- 舞台「桃源郷ラビリンス」（2019年4月4日 - 14日、なかのZERO 大ホール 他） - 酒呑童子 役
- 音楽朗読劇「ヘブンズ・レコード～青空篇～」2019（2019年9月12日 - 29日、有楽町よみうりホール 他）
- 舞台『血界戦線』（2019年11月2日 - 17日、天王洲 銀河劇場 他） - デルドロ・ブローディ＆ドグ・ハマー 役[23]
- BEASTARS THE STAGE（2020年4月30日 - 5月4日、日経ホール / 5月8日 - 10日、松下IMPホール） - 主演レゴシ 役（全日程舞台公演中止）[8][24]
- 人狼系推理バトル【レジスタンスイレブン】（2020年6月10日 - 20日）
- 東京印公演vol.18『げんせんじゃ～！～宝や旅館～2020』（2020年7月8日 - 12日、CBGKシブゲキ!!）[25]
- 舞台「パタリロ!」～霧のロンドンエアポート～（2021年1月21日 - 31日、天王洲 銀河劇場） - デミアン・ナイト 役[26]
- ミュージカル『薄桜鬼』 - 原田左之助 役[27][28][29][30]
  - ミュージカル『薄桜鬼 真改』相馬主計 篇（2021年4月1日 - 4日、日本青年館ホール / 2021年4月8日 - 11日、AiiA 2.5 Theater Kobe）[27]
  - ミュージカル『薄桜鬼 真改』斎藤一 篇（2022年4月22日 - 27日、品川プリンスホテル ステラボール / 5月1日 - 5日、京都劇場）[28]
  - ミュージカル『薄桜鬼』HAKU-MYU LIVE 3（2022年10月29日・30日、Zepp Namba（OSAKA） / 11月11日 - 13日、Zepp DiverCity（TOKYO））[29]
  - ミュージカル『薄桜鬼 真改』山南敬助 篇（2023年4月8日 - 16日、シアター1010 / 4月22日・23日、サンケイホールブリーゼ）[30]
  - ミュージカル『薄桜鬼 真改』土方歳三篇（2024年4月13日・14日、AiiA 2.5 Theater Kobe / 4月19日 - 29日、天王洲 銀河劇場）[31]
  - ミュージカル『薄桜鬼 真改』藤堂平助 篇（2025年6月20日 - 29日、天王洲 銀河劇場）[32]
  - ミュージカル『薄桜鬼』HAKU-MYU LIVE 4（2025年12月19日 - 21日、Zepp DiverCity TOKYO / 12月27日 - 28日、Zepp Osaka Bayside）[33]
- ミラクル☆ステージ『サンリオ男子』 ～KAWAII Evolution～（2021年7月15日  -  25日、品川プリンスホテル クラブeX / 2021年7月30日  -  8月1日、京都劇場） - 浜田和生 役[34]
- Paradox Live on Stage - 雅邦善役 役
  - Paradox Live on Stage（2021年9月9日 - 12日、品川プリンスホテル ステラボール / 2021年9月16日 ‐ 9月19日、梅田芸術劇場 シアター・ドラマシティ）※大阪公演中止[35][36]
  - Paradox Live on Stage vol.2（2023年3月9日 - 19日、品川プリンスホテル ステラボール）[37]
- 舞台『ギヴン』（2021年11月20日 - 23日、京都劇場 / 11月27日 - 30日、シアター1010） - 梶秋彦 役[38][39][40]
  - 舞台『ギヴン 海へ』（2025年5月）※全公演中止[41][42]
- ジュエルステージ「オンエア！」 - 荒木冴 役
  - ジュエルステージ「オンエア！」（2022年6月3日 - 12日、シアターGロッソ）
  - ジュエルステージ「オンエア！」～Unit Story side MAISY～（2023年7月15日 - 8月5日、品川プリンスホテル クラブ eX）[43]
  - ジュエルステージ「オンエア！」～Unit Story side Re:Fly～（2023年7月17日 - 8月6日、品川プリンスホテル クラブ eX）[44]
- 玉蜻 ～新説・八犬伝（2023年2月10日 - 19日、EX THEATER ROPPONGI / 2月25日・26日、COOL JAPAN PARK OSAKA WWホール）[45]
- ミュージカル「東京リベンジャーズ」 - 清水将貴 役
  - ミュージカル「東京リベンジャーズ」（2023年11月24日 - 26日、天王洲 銀河劇場 / 12月1日 - 3日、メルパルクホール大阪） [46]
  - ミュージカル「東京リベンジャーズ」ライブ「リベミュ祭」（2025年10月31日 - 11月3日〈予定〉、日本青年館ホール / 11月8日・9日〈予定〉、森ノ宮ピロティホール）[47][48]
- 明治モダン歌劇『恋花幕明録～前日譚～』（2024年2月8日 - 18日、IMM THEATER / 2月23日 - 25日、AiiA 2.5 Theater Kobe） - 勝海舟 役[49]
- Butlers' 歌劇『悪魔執事と黒い猫』 - ミヤジ・オルディア 役
  - Butlers' 歌劇『悪魔執事と黒い猫』～薔薇薫る舞踏会編～（2024年6月7日 - 16日、IMM THEATER） - ミヤジ・オルディア 役[50]
  - Butlers’ 歌劇『悪魔執事と黒い猫』Devils’ Harvest シークレットディナーショー（2025年9月26日 - 9月28日、コットンクラブ）[51]
  - Butlers’ 歌劇『悪魔執事と黒い猫』新作公演（2026年6月、東京）[52]
- 舞台『夢職人と忘れじの黒い妖精』（2024年8月2日 - 12日、シアターH） - グランフレア 役[53][54]
- 笑いの実践集団 vol.2 リーディングアクト『他人地獄』～ジャン＝ポール・サルトル『出口なし』より～（2024年10月4日 - 6日、シアター・アルファ東京）[55]
- 少年社中 第43回公演『すいせいむし』（2024年11月15日 - 24日、紀伊國屋ホール / 11月28日 - 12月1日、近鉄アート館） - IT企業家 役[56][57]
- ライドカメンズ The STAGE（2025年1月11日 - 26日、サンシャイン劇場 / 1月30日 - 2月2日、梅田芸術劇場 シアター・ドラマシティ） - 荒鬼狂介 / 仮面ライダー荒鬼 役[58][59]
- 朗読劇『芸人×俳優×あなた＝エンディング～ストーリーはあなた次第～』（2025年2月10日、ヨシモト∞ドーム）
- ミュージカル『薔薇王の葬列』（2025年4月19日 - 27日、こくみん共済 coop ホール/スペース・ゼロ） - ケイツビー 役[60]
- 朗読劇『文豪LETTERS』（2025年8月10日、北とぴあ ドームホール） - 正岡子規 役他[61]
- Classic Movie Reading Vol.5『カサブランカ』（2025年9月6日・7日〈予定〉、博品館劇場） - シュトラッサー少佐 役[62]

### 映画
- 霊眼探偵カルテット（2017年） - 桐原ユキオ 役[6]
- 衿まき女 ～闇のアサシン～（2018年）
- 桃源郷ラビリンス～生々流転～（2019年） - 酒呑童子 役
- ゴースト～試煉の道～ENDLESS～（2020年）
- コネクション （2021年） - 八神カイジ　役
- パラフィリア・サークル（2023年） - 佐川貴史 役[63]
- 岡野教授の高校協奏譚（2024年） - 山田金五 役[7]

### テレビ番組
- 人狼系推理バトル【レジスタンスイレブン】（2020年8月31日 -）（CS日テレ）
- 2.5次元男子。LIVE2021 in LINE CUBE SHIBUYA（2021年12月25日、WOWOWプラス）[64]

### イベント
- 「川上将大 2019年カレンダー」発売記念イベント（2018年11月25日、渋谷文化ファッションインキュベーション）
- HappyCelebration 2019 バースデイファンツアー（2019年5月11日 - 12日、静岡県）
- 2.5次元男子。LIVE2021 in LINE CUBE SHIBUYA（2021年6月25日、LINE CUBE SHIBUYA）[65]
- ACTORS☆LEAGUE in Basketball 2022（2022年10月11日、東京体育館 メインアリーナ）[66]
- ACTORS☆LEAGUE in Basketball 2023（2023年10月11日、東京体育館 メインアリーナ）[67]
- ACTORS☆LEAGUE in Basketball 2024（2024年9月3日、東京体育館 メインアリーナ）[68]
- 超英雄祭 KAMEN RIDER × SUPER SENTAI LIVE & SHOW 2025（2025年2月5日、横浜アリーナ）[69][70]

### Web番組
- 「川上将大のオッス！GOOD！トーーーク！！！」（ニコニコ生放送）
- 「さつきとしょうたのでっこぼっこ」（ニコニコ生放送 - キャストサイズチャンネル）